# Earl of Pomfret

Wappen der Earls of Pomfret

Earl of Pomfret war ein erblicher britischer Adelstitel in der Peerage of Great Britain.
Die Namensgebung des Titels bezieht sich auf Pontefract bzw. Pontefract Castle in Yorkshire.
Familiensitz der Earls war Easton Neston bei Towcester in Northamptonshire.

## Verleihung und Erlöschen
Der Titel wurde am 27. Dezember 1721 für Thomas Fermor, 2. Baron Leominster, geschaffen. Dieser hatte bereits 1711 von seinem Vater die Titel 2. Baron Leominster, Leominster in the County of Hereford, und 3. Baronet, of Easton Neston in the County of Northampton, geerbt. Ersterer war am 12. April 1692 in der Peerage of England seinem Vater William Fermor (1648–1711), letzterer am 6. September 1641 in der Baronetage of England seinem Großvater William Fermor (1619–1661) verliehen worden.
Alle drei Titel erloschen beim kinderlosen Tod von dessen Urenkel, dem 5. Earl, am 8. Juni 1867.

## Liste der Earls of Pomfret (1721)
- Thomas Fermor, 1. Earl of Pomfret (1698–1753)
- George Fermor, 2. Earl of Pomfret (1722–1785)
- George Fermor, 3. Earl of Pomfret (1768–1830)
- Thomas Fermor, 4. Earl of Pomfret (1770–1833)
- George Fermor, 5. Earl of Pomfret (1824–1867)